# Васильев, Владимир Михайлович (певец)
Владимир Михайлович Васильев  (род. 23 ноября 1978, Набережные Челны, Татарская АССР, РСФСР, СССР) — российский оперный певец (бас). Художественный руководитель Филармонического музыкально-литературного лектория (с 2014). Солист Татарской государственной филармонии им. Г. Тукая (с 2004) и солист Татарского академического государственного театра оперы и балета имени М. Джалиля (2006-2019). Старший преподаватель Казанской государственной консерватории имени Н. Г. Жиганова (2011-2020) . Народный артист Республики Татарстан (2023).

## Биография
Родился 23 ноября 1978 года в Набережных Челнах. По национальности кряшен.
В 1989-1994 годах обучался по классу баяна в Детской школе искусств г. Набережные Челны.
Получил первое высшее образование (1995—2000) в Казанском государственном педагогическом университете по специальности «учитель истории» и «организатор народного образования», параллельно занимаясь вокалом сначала (1996—1997) у Пыпиной Нины Александровны, а затем (1998—2000) у Филипповой (Голуновой) Людмилы Алексеевны. В 1997—2000 гг. пел в хоре Боровецкой церкви (Свято-Вознесенский собор г. Набережные Челны).
В 2000 году переезжает в Казань и поступает в Казанскую государственную консерваторию имени Н. Г. Жиганова на вокальный факультет в класс Юрия Борисенко (09.10.1940-05.07.2016), которую с отличием окончил в 2006 году. В 2009 году окончил аспирантуру КГК им. Н. Г. Жиганова (класс Ю. В. Борисенко). С 2004 по 2020 годы занимался с концертмейстером профессором В. А. Таганцевой (27.11.1939—11.06.2022). Стажировался в Московской государственной консерватории имени П. И. Чайковского у профессора Важи Чачавы (2006—2008), а затем в Вене (Австрия) у профессора Евгения Нестеренко (2009). С 25.04.2022 года и по настоящее время выступает с концертмейстером Марией Черных. 
Солист Татарской государственной филармонии им. Г. Тукая (с 2004) и Татарского академического государственного театра оперы и балета им. М. Джалиля (2006-2019), в котором дебютировал в 2006 году в партии Газраиля (первый исполнитель партии Газраиля, 19.09.2006 и единственный до 24.04.2019) в опере «Любовь поэта» Р. Ахияровой.
География выступлений за рубежом — 15 стран ближнего и дальнего зарубежья: Украина (2003, 2014), Турция (2004, 2005, 2006, 2008), Казахстан (2004, 2012), Великобритания (2005, 2006), Азербайджан (2006), Беларусь (2007), Турецкая Республика Северного Кипра (2008), Австрия (2009), Нидерланды (2009, 2010, 2011, 2015), Бельгия (2009), Польша (2010), Франция (2011, 2013, 2015), Чехия (2014, 2018), Германия (2014), Болгария (2015).
География выступлений в России — более 200 населённых пунктов от Владивостока до Калининграда, в том числе Москва, Санкт-Петербург, Нижний Новгород, Саранск, Саратов, Симферополь, Смоленск, Тюмень, Уфа, Фатеж, Челябинск, Ярославль и др.
Принимает участие в международных оперных фестивалях тюркских народов Мерсин (Турция, 2008), Гирна (Турецкая Республика Северного Кипра, 2008)), имени Ф. И. Шаляпина (Казань, 2007—2014), «Ирина Архипова представляет» (Ярославль (2006), Москва (2006)), в Собиновском музыкальном фестивале (2009), «Шахимардан приглашает друзей» (Павлодар (Казахстан, 2012)), «Филармониада» (Казань), в фестивале татарской песни имени Рашита Вагапова (Нижний Новгород (2006), Казань (2006)), «Крым-Россия-Украина. Дружба народов» (Симферополь, Крым, 2014 г.), «Фестиваль классической музыки им. Р. Яхина» (Казань (2015)).
Выступал с такими дирижёрами, как Плетнёв Михаил Васильевич, Мансуров Фуат Шакирович, Салаватов Ренат Салаватович, Васильев Владимир Михайлович (дирижёр), Боэми Марко, Ринкявичус Гинтарас, Винсент де Корт (Нидерланды), Аннамамедов Мурад Атаевич, Василий Валитов, Карен Дургярян, Некрасов Николай Николаевич и Шутиков Анатолий Иванович
В 2007 году написал и издал этнографическую работу «История деревни Поповка». Книга издана к 100-летию со дня основания деревни Поповка Заинского района Республики Татарстан.
В 2010 году присвоено звание Заслуженный артист Республики Татарстан.
В 2011 году написал и издал книгу «Моя семья», в которой представил генеалогическое древо своей семьи (4179 человек) вплоть до 11 колена (начало XVIII века).
C 2011 года старший преподаватель академического вокала Казанской государственной консерватории (академии) им. Н. Г. Жиганова. Среди его учеников - Артур Шугаепов, Александр Вилков и Дмитрий Босов.
В 2012 году снялся в эпизодической роли жениха в фильме «Сокровища О.К.» (режиссёр Дмитрий Коробкин).
21.02.2013 стал одним из первых исполнителей Гимна Республики Татарстан в ходе прослушивания Президентом Республики Татарстан Р. Н. Миннехановым, государственным советником Республики Татарстан М. Ш. Шаймиевым, председателем Государственного совета Республики Татарстан Ф. Х. Мухаметшиным и депутатами Государственного совета РТ, деятелями культуры и науки.
С 1 января 2014 года является художественным руководителем Филармонического музыкально-литературного лектория, входящего в состав Татарской государственной филармонии им. Г. Тукая.
В 2021 году к 75-летию со дня образования лекторийного отдела Татарской государственной филармонии им. Г. Тукая написал и издал книгу «Филармонический музыкально-литературный лекторий (1945–2020)».
В 2023 году присвоено звание Народный артист Республики Татарстан.
В 2025 году к 85-летию со дня рождения педагога написал и издал книгу «Вера Анатольевна Таганцева».

## Семья
Родители: Васильева (Глухова) Анна Владимировна (06.10.1940) и Васильев Михаил Евстафьевич (25.09.1940). Оба родились в деревне Поповка Заинского района.
Супруга: Васильева Елена Валерьевна (12.05.1980).
Дети: Александр (06.10.2002) и Николай (23.11.2007). Оба сына занимаются музыкой. Старший, Александр Васильев, уже пошёл по стопам отца, окончил Казанское музыкальное училище им. И. В. Аухадеева по классу академическое пение, поступил на вокальный факультет Казанской государственной консерватории имени Н. Г. Жиганова (класс заслуженной артистки РФ Раиды Игламовны Ермохиной). В 2022 г. он стал лауреатом V Всероссийского конкурса молодых исполнителей "Tutti. Voice" (II премия, г. Набережные Челны).

## Хобби
Играет в шахматы. Этому научила его мама. Обучил шахматам детей. Младший сын Николай в 2020 г. получил по шахматам 1-ый юношеский разряд.

## Лауреат конкурсов
1. VI региональный конкурс вокалистов им. С. Сайдашева (Нижнекамск, 2002, I премия).
2. I Международный конкурс исполнителей татарской песни им. И. Шакирова (Казань, 2003, I премия)[7].
3. I Международный конкурс камерных певцов и концертмейстеров им. Р. Яхина (Казань, 2003, диплом).
4. II Всероссийский открытый конкурс вокальной музыки им. Г. В. Свиридова (Курск, 2004, III премия и спецприз «За лучшее исполнение произведения композитора XX века»)[8].
5. XXI Международный конкурс вокалистов имени М. И. Глинки (Челябинск, 2005, I премия и спецприз «Лучшему басу»)[9].
6. II Международный конкурс камерных певцов и концертмейстеров им. Р. Яхина (Казань, 2007, I премия)[10].
7. XI Конкурс конкурсов вокалистов (Саратов, 2009, диплом)[11].

## Жюри конкурсов
- I Открытый региональный конкурс-фестиваль молодых певцов "Нижнекамск. Голос Солнца" (Нижнекамск, 2013, председатель жюри конкурса).
- I Межрегиональный Открытый конкурс молодых вокалистов - учащихся ДМШ, ДШИ и ССУЗов "Tutti. Voice" (Набережные Челны, 2015, председатель жюри конкурса).
- V Городской конкурс вокальных дуэтов "Две звезды - учитель-ученик - 2018" (Казань, 2018, жюри конкурса).
- X-XI Городской конкурс "Добрый молодец, Красна девица" (КДК имени В. И. Ленина, Казань, председатель жюри конкурса: 20.11.2023, 09.12.2024).
- I-II Конкурс "Поющий энергетик". АО "Сетевая компания" (Казань, председатель жюри конкурса: 15.12.2023, 06.12.2024).
- I Конкурс "Очаг дружбы". КДК им. В. И. Ленина (Казань, МБОУ Лицей № 23. 26.04.2023, председатель жюри конкурса).
- Конкурс "Голос нашего двора - 2024". Полуфинал и финал Авиастроительного и Ново-Савиновского районов г. Казани (Казань, Парк культуры и отдыха "Крылья Советов". 28.08.2024, жюри конкурса).

## Оперный репертуар
- 2004 — «Мельничиха» Дж. Паизиелло — Располонэ
- 2005 — «Зори здесь тихие» К. Молчанов — Васков
- 2006 — «Фауст» Ш. Гуно — Мефистофель[12].
- 2006 — «Любовь поэта» Р. Ахиярова — Газраил[13]
- 2006 — «Пиковая дама» П. И. Чайковский — Сурин
- 2007 — «Трубадур» Дж. Верди — Феррандо
- 2007 — «Евгений Онегин» П. И. Чайковский — Зарецкий
- 2008 — «Борис Годунов» М. П. Мусоргский — Митюха
- 2008 — «Травиата» Дж. Верди — Барон
- 2009 — «Риголетто» Дж. Верди — Марулло
- 2009 — «Мадам Баттерфляй» Дж. Пуччини — Принц Ямадори
- 2010 — «Лючия ди Ламмермур» Г. Доницетти — Раймондо
- 2010 — «Евгений Онегин» П. И. Чайковский — Князь Гремин
- 2011 — «Кармен» Ж. Бизе — Цунига
- 2011 — «Джалиль» Н. Г. Жиганов — Старшина Ковалёв
- 2014 — «Борис Годунов» М. П. Мусоргский — Пимен
- 2023 — «Алеко» С. В. Рахманинов — Старик
- «Князь Игорь» А. П. Бородин — Кончак
- «Риголетто» Дж. Верди — Спарафучиле
- «Похищение из сераля» В. Моцарт — Осмин
- «Мадам Баттерфляй» Дж. Пуччини — Бонза
- «Мадам Баттерфляй» Дж. Пуччини — Комиссар

## Звания и награды
1. Именная стипендия имени Фёдора Ивановича Шаляпина (Казань, 2005).
2. Юбилейная медаль Международного Союза Музыкальных деятелей (ВМО), президент И. К. Архипова (30.05.2006).
3. Памятный знак «За службу закону» в честь 275-летия прокуратуре Казанской губернии (Казань, 12.01.2007 г.).
4. Заслуженный артист Республики Татарстан (19.03.2010).
5. Нагрудный знак «За достижения в культуре» (05.10.2012).
6. Памятная медаль «XXVII Всемирная летняя универсиада 2014 года в г. Казани» и грамота за вклад в подготовку и проведение XXVII Всемирной летней универсиады 2013 года в г. Казани от имени Президента Российской Федерации Путина Владимира Владимировича (29.10.2014).
7. Памятный знак «К 110-летию со дня рождения М. Джалиля» (Челябинск, 27.02.2016 г.).
8. Народный артист Республики Татарстан (17.08.2023).

## Благодарственные письма
1. Благодарственное письмо Республиканского Фонда возрождения памятников истории и культуры РТ, председатель Попечительского Совета Минтимер Шарипович Шаймиев (24.01.2013).
2. Благодарность министра культуры Российской Федерации Мединского Владимира Ростиславовича «за личный вклад в сохранение российского культурного наследия в Республике Крым и городе Севастополе» (21.03.2014).
3. Благодарность Законодательного собрания Челябинской области «За большой вклад в развитие татарской культуры в Челябинской области» (24.02.2016).
4. Благодарственное письмо Главы Заинского муниципального района Р. Г. Каримова «За совместное  и плодотворное сотрудничество в области сохранения традиций малой Родины» (04.03.2021).
5. Благодарственное письмо Главы Заинского муниципального района Р. Г. Каримова «С связи с 45-летним юбилеем!» (30.11.2023).

## Сольные проекты
- 2011 — «Мне так хочется любить!»: русские народные песни и старинные романсы (с Оркестром народных инструментов «Казан нуры» (дир. Р. Ильясов)). Зал Татарской государственной филармонии им. Г. Тукая. г. Казань (07.10.2011), ДК "Энергетик". г. набережные Челны (08.10.2011).
- 2012 — «Вечер русского романса» (концертмейстер М. Мулин). Людмила Филиппова (сопрано).
- 2012 — «С Днём Победы!» (с Государственным оркестром русских народных инструментов РТ (дир. А. Шутиков)).
- 2012 — «10 лет на профессиональной сцене!» (с Государственным оркестром русских народных инструментов РТ (дир. А. Шутиков)).
- 2013 — «С Днём машиностроителя!» (с Оркестром народных инструментов «Tatarica» (дир. Р. А. Халитов)).
- 2013 — «200-летию со дня рождения Дж. Верди» (концертмейстер Р. Чуйнов).
- 2014 — «Ради любимых женщин!» (концертмейстер Р. Чуйнов).
- 2014 — «Владимир Васильев: к 170-летию со дня рождения Н. А. Римского-Корсакова, 200-летию М. Ю. Лермонтова, 210-летию М. И. Глинки, 215-летию А. С. Пушкина» (концертмейстер Р. Чуйнов).
- 2015 — «К 70-летию Великой Победы!» (концертмейстер Р. Чуйнов).
- 2016 — «Учитель-ученик! Памяти педагога Ю. В. Борисенко» (концертмейстер Р. Чуйнов). Зал Татарской государственной филармонии им. Г. Тукая. г. Казань.
- 2017 — «Владимир Васильев - 15 лет на сцене!» (концертмейстер Р. Чуйнов). Зал Татарской государственной филармонии им. Г. Тукая. г. Казань.
- 2018 — «С Днём Великой Победы!» (концертмейстер Р. Чуйнов). Сельский клуб д. Поповка (Заинский район).
- 2018 — «Течёт река Волга». К 90-летию со дня рождения Людмилы Зыкиной (с Курским народным хором имени С. Чаговца). Органный зал. г. Набережные Челны.
- 2019 — «Благодарю тебя!». Русские, татарские и итальянские романсы и народные песни. К Международному женскому дню (концертмейстер Р. Чуйнов). Органный зал. г. Набережные Челны (08.03.2019).
- 2019 — «С Днём Великой Победы!» (концертмейстер Р. Чуйнов). Органный зал. г. Набережные Челны (21.04.2019).
- 2019 — «С Днём Победы!». «Парк имени 60-летия нефти Татарстана». г. Альметьевск (09.05.2019).
- 2019 — «Осенний концерт Владимира Васильева» (концертмейстер Р. Чуйнов). Органный зал. г. Набережные Челны (06.10.2019).
- 2021 — «Поклонимся великим тем годам!» (концертмейстер Р. Чуйнов). ДК «Энергетик». г. Заинск (08.05.2021).
- 2021 — «С Днём Победы!». Парк имени 60-летия нефти Татарстана. г. Альметьевск (09.05.2021).
- 2021 — «Я люблю тебя жизнь!». Сквер «Яшьлек» г. Мамадыш (21.08.2021).
- 2021 — «Бесценный дар!». Арии и романсы (концертмейстер Р. Чуйнов).  ДК «Энергетик» г. Набережные Челны (26.09.2021), Зал Татарской государственной филармонии им. Г. Тукая. г. Казань (05.10.2021).
- 2021 — «Избранное!». Арии, романсы, русские старинные романсы и народные песни (концертмейстер Р. Чуйнов). Санаторий "Ливадия-Татарстан" г. Казани (08.11.2021).
- 2022 — «Мне так хочется любить!». Русские народные песни и старинные романсы (концертмейстер Р. Чуйнов). ДК «Энергетик» г. Заинск (03.03.2022), ДК «Энергетик» г. Набережные Челны (05.03.2022), Зал Татарской государственной филармонии им. Г. Тукая. г. Казань (12.03.2022).
- 2022 — «Я люблю тебя, жизнь!». Парк имени 60-летия нефти Татарстана. г. Альметьевск (01.05.2022).
- 2022 — «Благодарю тебя!». Песни советских композиторов (концертмейстер Р. Чуйнов). Зал Татарской государственной филармонии им. Г. Тукая. г. Казань (19.04.2022).
- 2022 — «Поклонимся великим тем годам!». Гастроли по городам Республики Татарстан: гг. Нижнекамск, Камские Поляны, Заинск, Набережные Челны (концертмейстер К. Егорычев), Казань, Менделеевск, Мамадыш, Альметьевск (04-05.2022).
- 2022 — «Владимир Васильев - 20 лет на профессиональной сцене!» (с Государственным оркестром русских народных инструментов РТ (дир. А. Шутиков). Зал Татарской государственной филармонии им. Г. Тукая. г. Казань (05.10.2022);
- 2022 — «Эй, ухнем!». Русские и татарские народные песни (концертмейстер М. Черных). г. Казань (28.11.2022).
- 2023 — «Александр Даргомыжский. Музыкальный портрет. К 210-летию со дня рождения композитора». Арии и романсы Александра Даргомыжского. Зал Татарской государственной филармонии им. Г. Тукая. г. Казань (19.04.2023, концертмейстер Р. Чуйнов), санаторий "Ливадия-Татарстан" (11 концертов в декабре 2022 г. - июле 2023 г., концертмейстер М. Черных).
- 2023 — «Поклонимся великим тем годам!» (концертмейстер Р. Чуйнов). ДК "Энергетик". г. Заинск (03.05.2023).
- 2023 — «От классики до современности». Арии, романсы, песни. Санаторий "Ливадия-Татарстан" (4 концерта с августа по декабрь 2023 г., концертмейстер М. Черных).
- 2023 — «Җырланмаган әле безнеӊ җыр» (Юбилейный концерт к 45-летию со дня рождения певца). Культурный центр им. Я. Е. Емельянова. г. Казань (30.11.2023, концертмейстеры М. Черных (фортепиано) и Г. Максимов (баян)).
- 2024 — «Я люблю тебя, жизнь» (Юбилейный концерт к 45-летию со дня рождения певца, 20-летию на филармонической сцене и 10-летию в качестве художественного руководителя Филармонического музыкально-литературного лектория Татарской государственной филармонии им. Г. Тукая). Музей А. М. Горького и Ф. И. Шаляпина (г. Казань, 04.02.2024), концертный зал Татарского культурного центра (г. Москва, 20.04.2024), концертмейстер М. Черных.
- 2024 — «От классики до современности». Арии, романсы, песни (13 концертов в Казани и Альметьевске, с января по 11 июля 2024 г., концертмейстер М. Черных).
- 2024 — «Я помню чудное мгновенье...». Арии и романсы на стихи А. С. Пушкина (к 225-летию со дня рождения поэта). Зал Татарской государственной филармонии им. Г. Тукая (г. Казань, 02.04.2024, концертмейстер Р. Чуйнов), санаторий "Ливадия-Татарстан" (11.03.2024 и 29.03.2024, концертмейстер М. Черных).
- 2025 — «Поклонимся великим тем годам!». Песни о Великой Отечественной войне (к 80-летию со дня Великой Победы). Зал Татарской государственной филармонии им. Г. Тукая (г. Казань, 16.04.2025, концертмейстер М. Черных), концертный зал Татарского культурного центра (г. Москва, 26.04.2026, концертмейстер М. Черных), Дворец культуры "Энергетик" (г. Заинск, 05.05.2025, концертмейстер М. Черных), Дом культуры деревни Поповка (Заинский район, 05.05.2025, концертмейстер М. Черных).

## Творческие проекты в качестве режиссёра
С 2014 года Владимир Васильев выступает ещё и как автор, сценарист и режиссёр концертов и музыкальных спектаклей, в том числе:
- 2014-2015 — Абонемент для всей семьи «Год культуры в России и Республике Татарстан»
- 2015-2016 — Абонемент для всей семьи «К 70-летию Филармонического музыкально-литературного лектория»
- 24.12.2015 — Музыкальный спектакль «Новогодние приключения Буратино», где Владимир Васильев выступил в качестве автора, режиссёра и художественного руководителя. Премьера состоялась 24.12.2015 г. С 2015 по 22.12.2024 года всего состоялось 56 спектаклей, в том числе 45 спектакля в зале Татарской государственной филармонии им. Г. Тукая и 11 спектаклей в г. Набережные Челны (ДК «КАМАЗ» и «Органный зал»).
- 26.12.2016 — «Новогодний концерт для детей». Премьера состоялась 26.12.2016 г. С 2016 по 2019 годы всего состоялось 15 концертов, в том числе 5 концертов в зале Татарской государственной филармонии им. Г. Тукая и 10 концертов в г. Набережные Челны (ДК "КАМАЗ").
- 2016-2024 — Ежегодный абонемент «Великие имена».
- 23.12.2017 — Музыкальный спектакль «Нехочуха», где Владимир Васильев выступил в качестве автора, режиссёра и художественного руководителя. Премьера состоялась 23.12.2017 г. С 2017 по 21.12.2024 года всего состоялось 35 спектаклей, в том числе 26 спектаклей в зале Татарской государственной филармонии им. Г. Тукая и 9 спектаклей в г. Набережные Челны (Органный зал).
- 21.12.2019 — Музыкальный спектакль «Бременские музыканты», где Владимир Васильев выступил в качестве автора идеи, режиссёра и художественного руководителя. Премьера состоялась 21.12.2019 г. С 2019 по 06.04.2025 годы всего состоялось 47 спектаклей, в том числе 35 спектакля в зале Татарской государственной филармонии им. Г. Тукая, 8 спектаклей в г. Набережные Челны (Органный зал) и 4 спектакля в г. Заинск (ДК "Энергетик").
- 29.09.2020-2021 — Цикл концертов "100 романсов М. И. Глинки" «к 75-летию Филармонического музыкально-литературного лектория»
- 27.10.2020-2021 — Цикл концертов "100 романсов Р. М. Яхина" (к 100-летию со дня рождения композитора Рустема Яхина).
- 18.04.2021 — Юбилейный концерт "75-летие Филармонического музыкально-литературного лектория Татарской государственной филармонии им. Г. Тукая".
- 26.12.2021 — Новогоднее представление для детей «Фокус Покус Show», где Владимир Васильев выступил в качестве автора, режиссёра и художественного руководителя. Премьера состоялась 26.12.2021 г. С 12.2021 по 23.12.2023 года состоялось всего 7 представлений, в том числе 4 концерта в КСК "УНИКС" г. Казани и 3 концерта в ДК «Энергетик» г. Набережные Челны.
- 2023 — Цикл из 6-ти концертов «100 арий и романсов П. И. Чайковского»: 17.02.2023, 03.03.2023, 04.04.2023, 28.09.2023, 04.11.2023, 20.12.2023. Зал Татарской государственной филармонии им. Г. Тукая.
- 02.11.2023 — Музыкальный спектакль «Спаси жизнь» на основе музыкального спектакля Владимира Васильева «Нехочуха», где Владимир Васильев выступил в качестве автора, режиссёра и художественного руководителя. Премьера состоялась 02.11.2023 г. В 2023 году всего состоялась 1 спектакль в зале Татарской государственной филармонии им. Г. Тукая.

## Ученики и выпускники класса Владимира Васильева
- Босов Дмитрий. Бас. Стипендиат им. Ф. И. Шаляпина (Казань, 13.02.2017), лауреат I премии XIII Открытого конкурса вокалистов им. С. Сайдашева (г. Нижнекамск, 02.12.2017), солист Филармонического музыкально-литературного лектория (с 2017 года), солист Марийского государственного академического театра оперы и балета им. Э. Сапаева (05.10.2021-31.07.2022). Окончил Казанскую государственную консерваторию им. Н. Г. Жиганова в 2020 г.
- Васильев Александр. Баритон. Обучается на вокальном факультете в Казанском музыкальном училище им. И. В. Аухадеева (класс заслуженной артистки РФ Ермохиной Раиды Игламовны). Лауреат V Всероссийского конкурса молодых исполнителей "Tutti. Voice" (II премия, г. Набережные Челны, 18.02.2022).
- Вилков Александр. Баритон. Окончил Казанскую государственную консерваторию им. Н. Г. Жиганова в 2015 г. Артист Государственного камерного хора РТ.
- Шугаепов Артур. Тенор. Лауреат конкурсов: Открытый республиканский конкурс «Юлдаш йыры» (II премия, г. Уфа, 20.10.2012), Конкурс молодых исполнителей XI Международного фестиваля татарской песни имени «Рашида Вагапова» (II премия, г. Казань, 18.05.2015), Республиканский телевизионный конкурс «Башкорт жыры» (II премия, г. Уфа, 05.12.2015). Окончил Казанскую государственную консерваторию им. Н. Г. Жиганова в 2015 г.

## Общественная деятельность
- 08.04.2023 г. - участие в ежегодной российской образовательной акции Тотальный диктант в качестве чтеца в Государственном историко-архитектурном и художественном музее-заповеднике «Казанский Кремль» г. Казань.

## Изданные видеозаписи концертов и спектаклей
- 2011 — «Владимир Васильев. Русские народные песни и старинные романсы» (с Оркестром народных инструментов «Казан нуры»). Запись концерта 07.10.2011 г. DVD-диск.
- 2012 — «Владимир Васильев. Вечер русского романса» (концертмейстер - Максим Мулин, скрипка - Анна Мишарина, виолончель - Адель Закиров). Запись концерта 05.04.2012 г. DVD-диск.
- 2018 — «Новогодние приключения Буратино». Новогодний музыкальный спектакль для детей (автор, режиссёр и художественный руководитель заслуженный артист РТ Владимир Васильев). Запись спектакля 24.12.2015 г. MP4-диск.
- 2018 — «Нехочуха». Новогодний музыкальный спектакль для детей (автор, режиссёр и художественный руководитель заслуженный артист РТ Владимир Васильев). Запись спектакля 23.12.2017 г. MP4-диск.
- 2020 — «Бременские музыканты». Музыкальный спектакль для детей (режиссёр и художественный руководитель заслуженный артист РТ Владимир Васильев). Запись спектакля 21.12.2019 г. USB-флеш-накопитель.
- 2022 — «С Днём Победы!». Песни о Великой Отечественной войне (с Государственным оркестром русских народных инструментов РТ (дир. А. Шутиков)). Запись концерта 28.04.2013 г. USB-флеш-накопитель.

## Научные труды
- Васильев В. М. История деревни Поповка. — Казань: Институт истории, 2007. — 72 с.
- Васильев В. М. Моя семья. — Казань: Институт истории, 2011. — 108 с.
- Васильев В. М. Концертмейстер глазами вокалиста (с. 68) / «Концертмейстерское искусство. Теория, история, практика» — Казань: Казанская государственная консерватория, 2011. — 338 с.
- Васильев В. М. Филармонический музыкально-литературный лекторий (1945–2020). – Казань: Полиграфическо-издательский комплекс “Идел-Пресс”, 2021. – 274 с.
- Васильев В. М. Вера Анатольевна Таганцева. – Казань: Типография ЗАО “Алгоритм+”, 2025. – 192 с.

## Фильмография
- 2008 — «Любовь поэта». Опера Р. Ахияровой в постановке ТГАТОиБ им. М. Джалиля. Запись телеканала ТНВ — Газраиль
- 2013 — «Сокровища О.К.» режиссёр Дмитрий Коробкин — Жених
- 2015 — «Джалиль». Опера Н. Г. Жиганова в постановке ТГАТОиБ им. М. Джалиля . Запись французского телеканала «Mezzo» — Старшина Ковалёв

## Радиопередача
- Радиопередача “Владимир Васильев. 20 лет на профессиональной сцене”. Программа “На волне Татарстана”. 24.11.2022 г.

## Музыкальные произведения, посвящённые композиторами певцу Владимиру Васильеву
- Луппов А. Б. “Времена года”. Сл. Б. Железнова. Вокальный цикл для баритона или высокого баса и фортепиано в стиле старинных русских романсов: I. Веснянка; II. Страда; III. Осень золотая; IV. Словом заветным (2012);
- Черных М. А. “Ты из шёпота слов родилась”. Сл. А. А. Блока (12.11.2023).